# 到敌人后方去
《到敌人后方去》，赵启海词、冼星海曲，作于1938年9月。该曲是关于八路军开展抗日游击战的歌曲。

## 创作背景
1938年9月，爱国诗人赵启海和作曲家冼星海在武汉听了时任国民政府军事委员会政治部副部长的周恩来关于“敌后战争”报告，受之影响，二人合作写下歌曲《到敌人后方去》。 

## 其他
该曲在1964年的大型音乐舞蹈史诗《东方红》为混声合唱，位于第四场《抗日的烽火》。 。